# Charles Dupin
Pierre Charles François Dupin (Varzy, 1784. október 6. – Párizs, 1873. január 18.) báró, francia államférfi, matematikus és nemzetgazdasági író, André Dupin öccse és Philippe Dupin bátyja.

## Életútja
A párizsi műegyetemen tanult és 1803-tól 1807-ig mint tengerészeti mérnök szolgált Hollandiában, Belgiumban, Olaszországban és Provence-ban. 1808-ban mint önkéntes kísérte Ganteaume altengernagyot a Jón-szigetekre és Korfuban az éppen akkor felállított felső tanintézetnek lett titkára és egyúttal tanára. Hazájába 1811-ben tért vissza, majd 1819-ben a Conservatoire national des arts et métiers tanárának nevezték ki. 1824-ben bárói cimet kapott, 1827-ben képviselő, 1837-ben pair, 1848-ban az alkotmányozó, 1849-ben pedig a törvényhozó gyűlés tagja lett és mint ilyen a királypárti többséggel szavazott. Az 1851-es londoni világkiállításon mint francia meghatalmazott működött, 1852-ben III. Napóleon francia császár elnökszenátorrá tette. Az államcsíny és az orléansi család birtokainak lefoglalása után szakított a politikával és a tengerészeti főfelügyelőségről is leköszönt.

## Művei

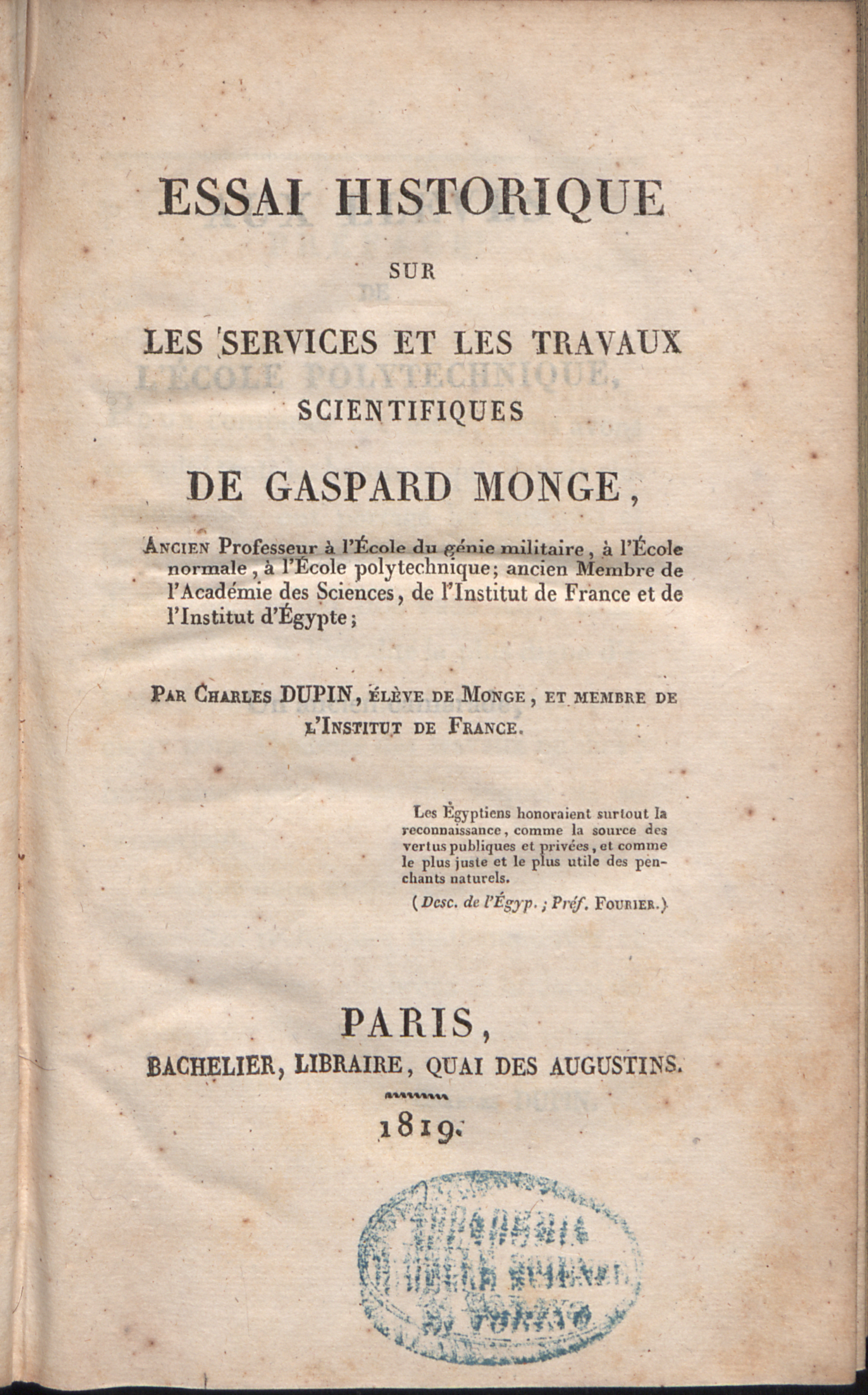
Essai historique sur les services et les travaux scientifiques de Gaspard Monge, 1819

- Voyages dans la Grande-Bretagne (Páris, 1820-24, 6 kötet)
- Développements de géométrie (1813)
- Discours et leçons sur l'industrie, le commerce, etc. (1825, 2 kötet)
- Géométrie et mécanique des arts et métiers (1825-27, 3 kötet)
- Le petit producteur français (1827, 7 kötet)
- Forces commerciales et productives de la France (1827, 2 kötet)
- Force productive des nations depuis 1800 jusqu'á 1851 (1851, 4 kötet)